# Manorom (huyện)
Manorom (tiếng Thái: มโนรมย์) là một huyện (amphoe) ở đông bắc thuộc tỉnh Chainat, miền trung Thái Lan.

## Địa lý
Các huyện giáp ranh (từ phía nam theo chiều kim đồng hồ): Mueang Chainat, Wat Sing thuộc tỉnh Chainat, Mueang Uthai Thani thuộc tỉnh Uthai Thani, Phayuha Khiri và Takhli thuộc tỉnh Nakhon Sawan.

## Hành chính
Huyện này được chia thành 7 phó huyện (tambon), các đơn vị này lại được chia thành 41 làng (muban). Có hai thị trấn (thesaban tambon) - Khung Samphao nằm trên một phần của tambon Khung Samphao, và Hang Nam Sakhon nằm trên toàn bộ tambon Hang Nam Sakhon và một số khu vực của U Taphao. Ngoài ra có 6 tổ chức hành chính tambon (TAO).
| Số TT | Tên             | Tên tiếng Thái | Số làng | Dân số |  |
| ----- | --------------- | -------------- | ------- | ------ |  |
| 1.    | Khung Samphao   | คุ้งสำเภา        | 4       | 6.014  |  |
| 2.    | Wat Khok        | วัดโคก          | 5       | 4.062  |  |
| 3.    | Sila Dan        | ศิลาดาน         | 7       | 3.587  |  |
| 4.    | Tha Chanuan     | ท่าฉนวน         | 10      | 6.995  |  |
| 5.    | Hang Nam Sakhon | หางน้ำสาคร      | 5       | 5.490  |  |
| 6.    | Rai Phatthana   | ไร่พัฒนา         | 5       | 3.777  |  |
| 7.    | U Taphao        | อู่ตะเภา         | 5       | 3.453  |  |